# Doris morenoi
Doris morenoi is een slakkensoort uit de familie van de Dorididae. De wetenschappelijke naam van de soort werd voor het eerst geldig gepubliceerd in 1989 door Ortea.